# الحزب الليبيرالي الألبرتي
الحزب الليبيرالي الألبرتي (بالإنجليزية: Alberta Liberal Party)‏ هو حزب سياسي كندي، أسس في 1905، يقع مقره في إدمونتون.

## أعضاء بارزون
- كود سباركل
- تحديث القائمة

- نيللي ليتيتيا مكلونج
- أليكسندر كاميرون روثرفورد
- تشارلز ستيوارت (سياسي كندي)
- Arthur Sifton
- Kent Hehr
- Grant MacEwan
- تشارلز ريتشموند ميتشيل
- ويليام اغبرت
- جون ك. بوين
- Philip Primrose